# Pråm

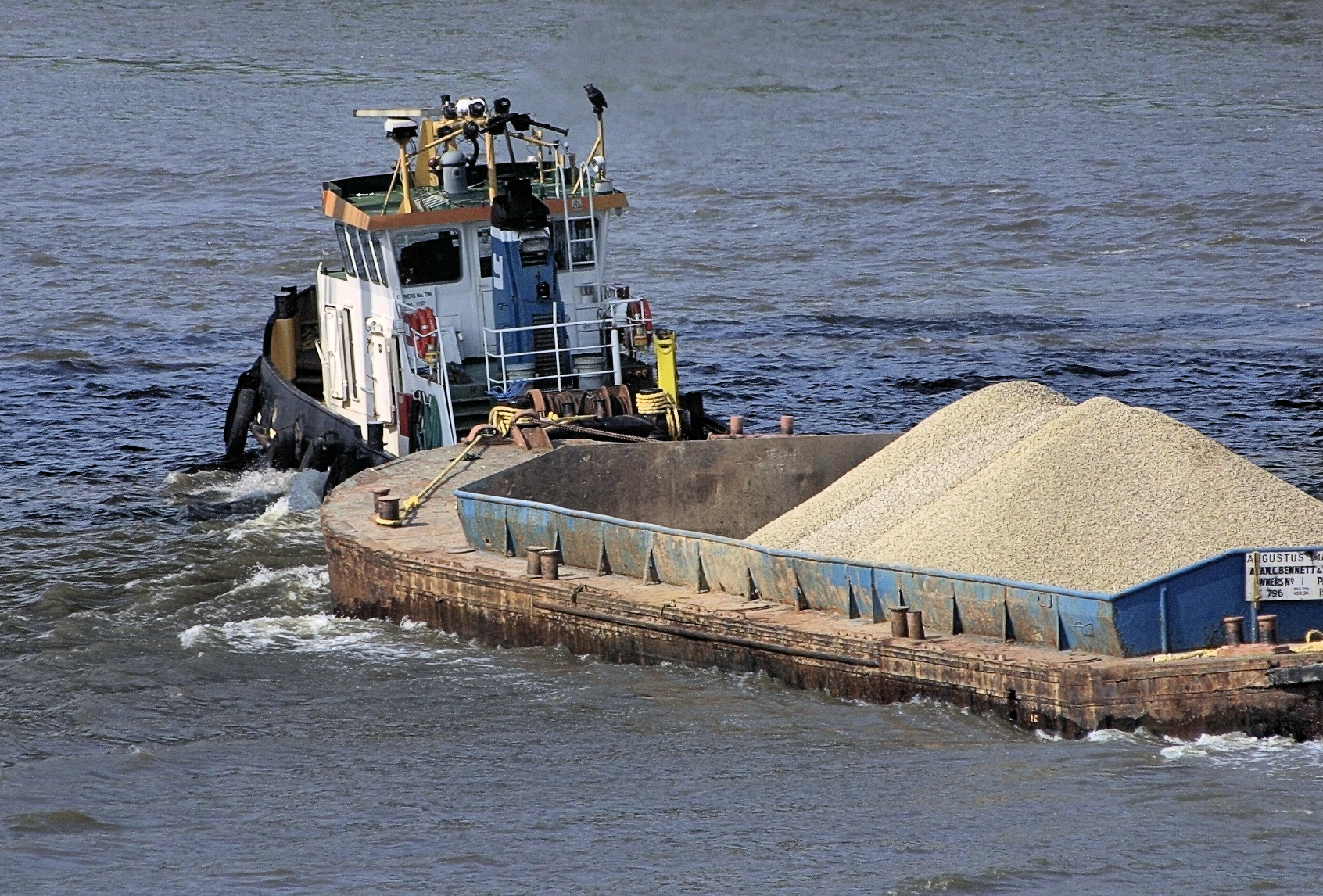
Pråm lastad med sand.

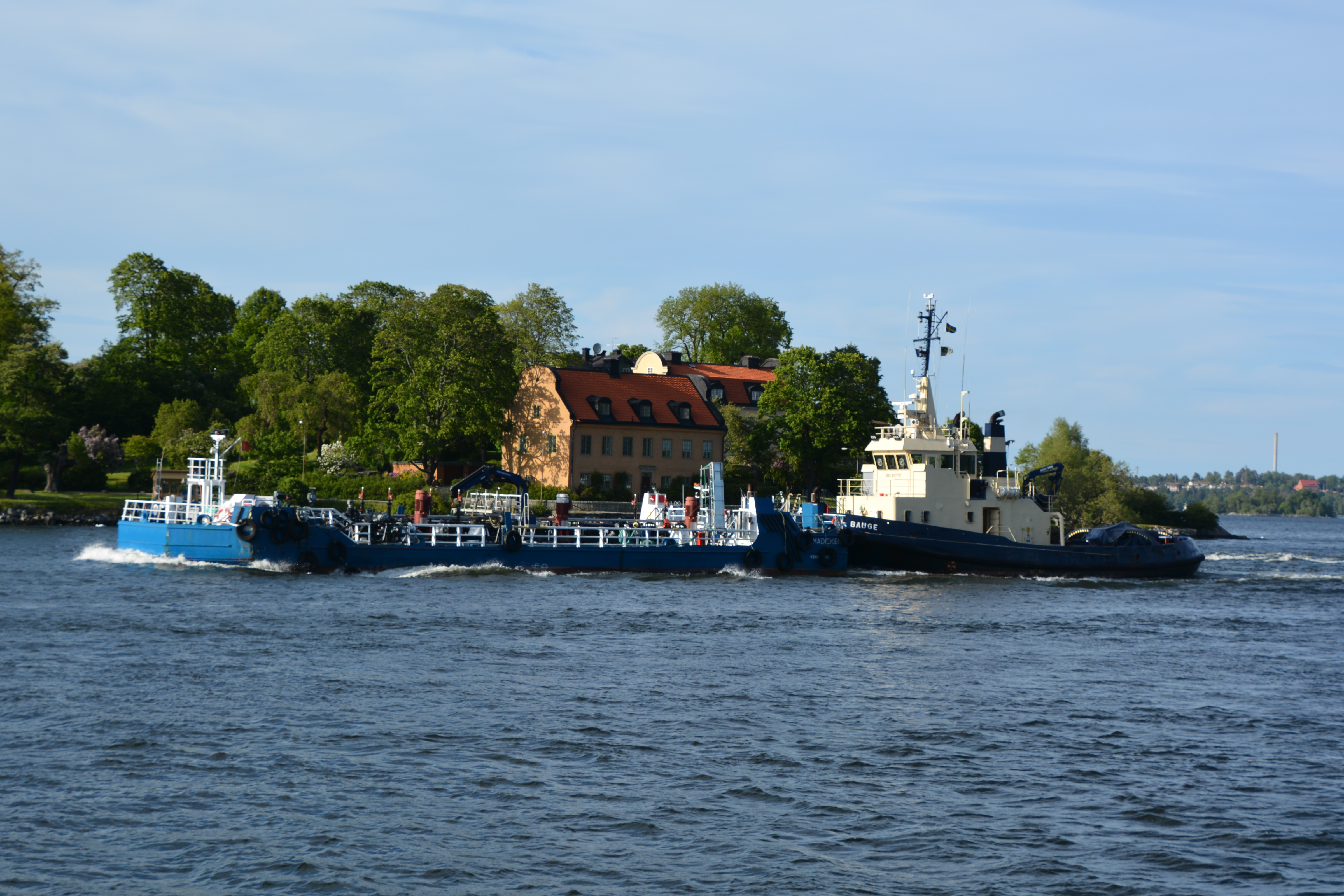
Bogserbåten Bauge puffar pråmen Madicken utanför Stora Sjötullen på Blockhusudden i Stockholm

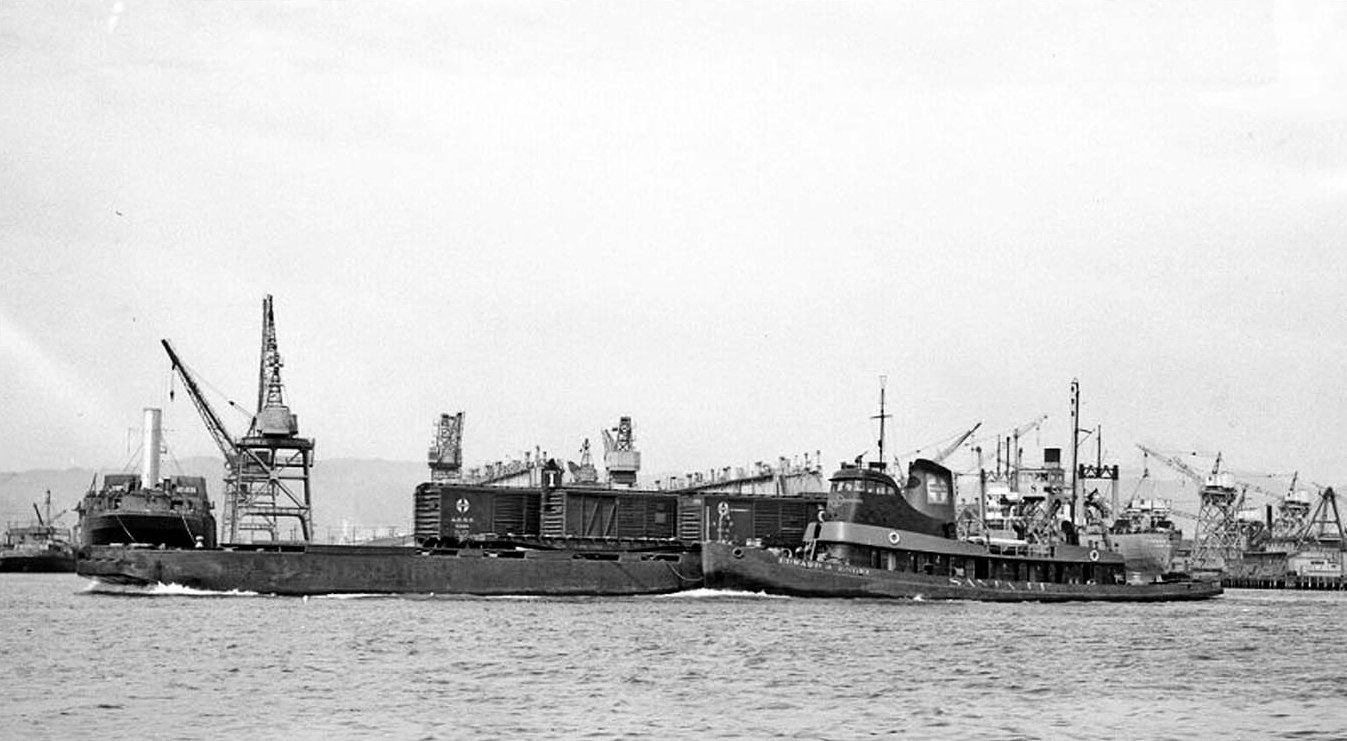
Tågpråm

Pråm är en typ av lastfartyg, vanligen utan egen framdrivningsmaskin, avsedd att bogseras. Den har vanligtvis fartygsskrov, men ingen överbyggnad och kan vara flatbottnad och plattgattad i både för och akter. Pråmar kan både bogseras och puffas och förekommer i flod-, insjö- och havstrafik.

## Tågpråm
En tågpråm är en spårförsedd pråm som man kan ställa järnvägsfordon på. Dessa tågpråmar var mycket vanliga i New Yorks hamn under första halvan av 1900-talet för att transportera järnvägsfordon mellan olika delar av stadens hamnanläggningar. Ända fram till andra världskrigets början arbetade 3.400 personer i New York med drift av 323 tågpråmar och 1 094 andra pråmar, dragna av 150 bogserbåtar mellan New Jersey och New York. Eftersom godsvagnar idag inte får gå i East River Tunnels eller North River Tunnels under Hudsonfloden går dessa fortfarande via tågpråmar eller tågfärja. I 23 års tid hade NYCH hand om transporten med godsvagnar mellan New York och New Jersey fram till 2006, då NYNJ tog över dessa transporter.
Även den smalspåriga Västgötabanan hade liknande pråmar i Göteborgs hamn, då denna i stort sett saknade smalspårsanslutning. Godsvagnar lastades vid en ramp i Gullbergs vass på dessa pråmar, som sedan bogserades ut till väntande fartyg, där man gjorde en omlastning med hamnkran. En av dessa pråmar finns idag någorlunda bevarad som vågbrytare i Kullaviks småbåtshamn.

### Webbkällor
- ”Pråm”. Svenska Akademiens ordbok (SAOB). saob.se. 1954. https://www.saob.se/artikel/?seek=pr%C3%A5m&pz=1. Läst 6 juni 2023.
- Pråm i Nordisk familjebok (andra upplagan, 1915)